# Ленчик
Ле́нчик (пол. ɫęczek) или арчак (фр. arçon) — твердый каркас седла, состоящий из передней и задней луки́ и двух боковых ла́вок.
В прошлом арчак изготовлялся из берёзы. У В. И. Даля указано что калмыки и башкиры мастерски связывают ремнями луки́ и лавки, без клея, казаки иногда вырезывают арчак из цельного березового корня и свили. Современные ленчики делают из клееной древесины, стекловолокна и пластмассы. Ленчик скрепляют металлическими скобами. Форма ленчика, его ширина и расположение скоб определяют размер и форму седла. Слово происходит от пол. ɫęczek (лэнчек) — уменьшительное от пол. ɫąk — «дуга».